# Ottó Török
Ottó Török (ur. 1 listopada 1937) – węgierski pięcioboista nowoczesny. Brązowy medalista olimpijski z Tokio.
Zawody w 1964 były jego jedynymi igrzyskami olimpijskimi. Indywidualnie zajął 26 miejsce, w drużynie był trzeci. Zespół tworzyli również jego brat Ferenc i Imre Nagy.